# Royal Academy of Dramatic Art

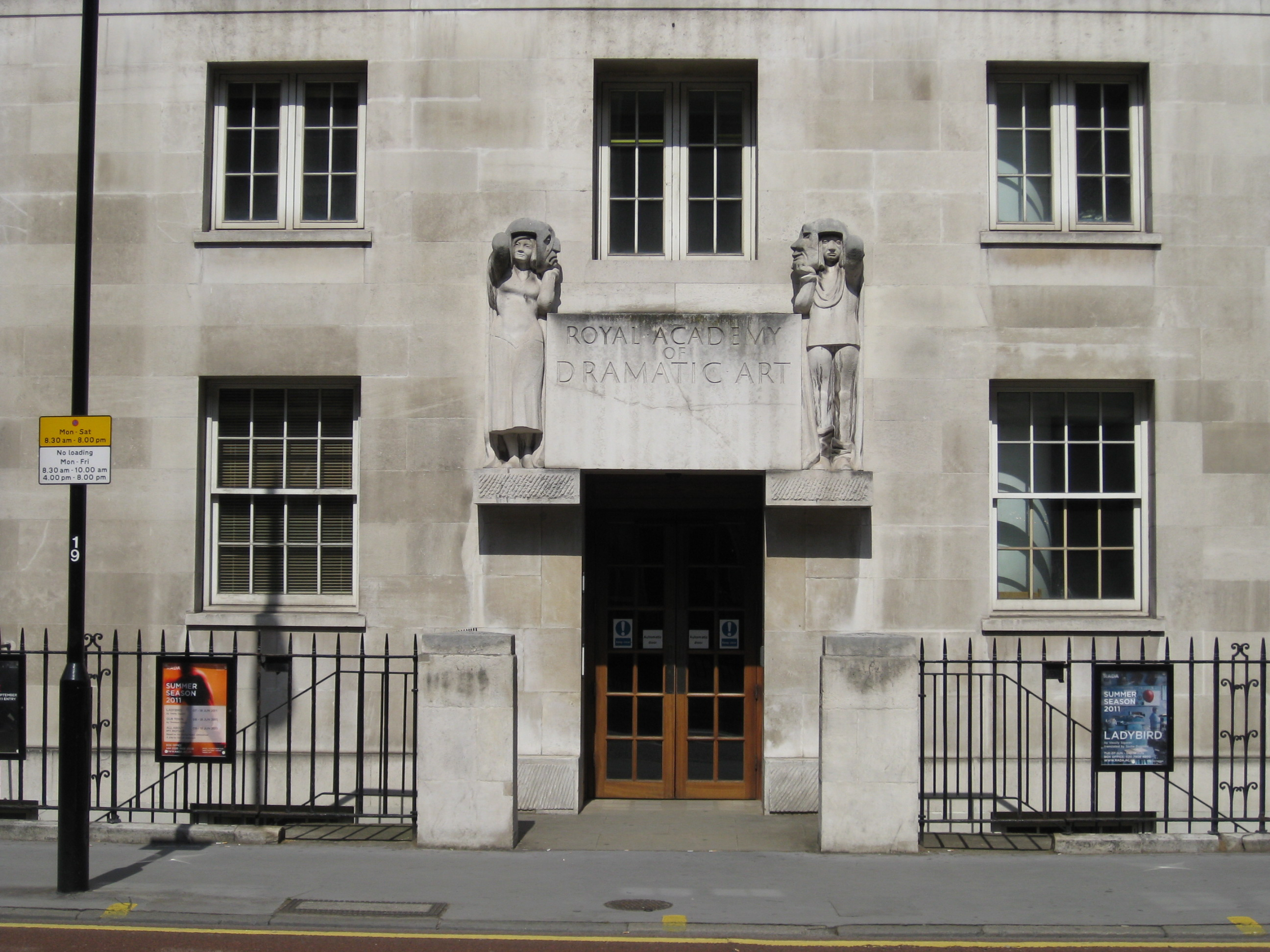
L'ingresso dell'Accademia

La Royal Academy of Dramatic Art (RADA) è una scuola di teatro, tra le più antiche della Gran Bretagna. Ha sede nel quartiere Bloomsbury di Londra.

## Storia
Fondata nel 1904 dall'attore inglese Herbert Beerbohm Tree.

## Struttura
La scuola è amministrata dal King's College London, facente parte dell'Università di Londra. L'ammissione non richiede alcuna formazione scolastica pregressa, tuttavia prevede un percorso di selezione che consta di un'audizione preliminare sino a un workshop finale.

## Presidenti
- Kenneth Branagh (dal 2014)
- Sir Stephen Waley-Cohen

## Vice presidenti
- Alan Rickman (-2016)
- Michael Attenborough

## Direttori artistici
- Edward Kemp